# Blauschwarzer Kugelhalsbock
Der Blauschwarze Kugelhalsbock oder Bunte Kugelhalsbock (Dinoptera collaris, Syn.: Acmaeops collaris) ist ein Käfer aus der Familie der Bockkäfer (Cerambycidae).

## Beschreibung

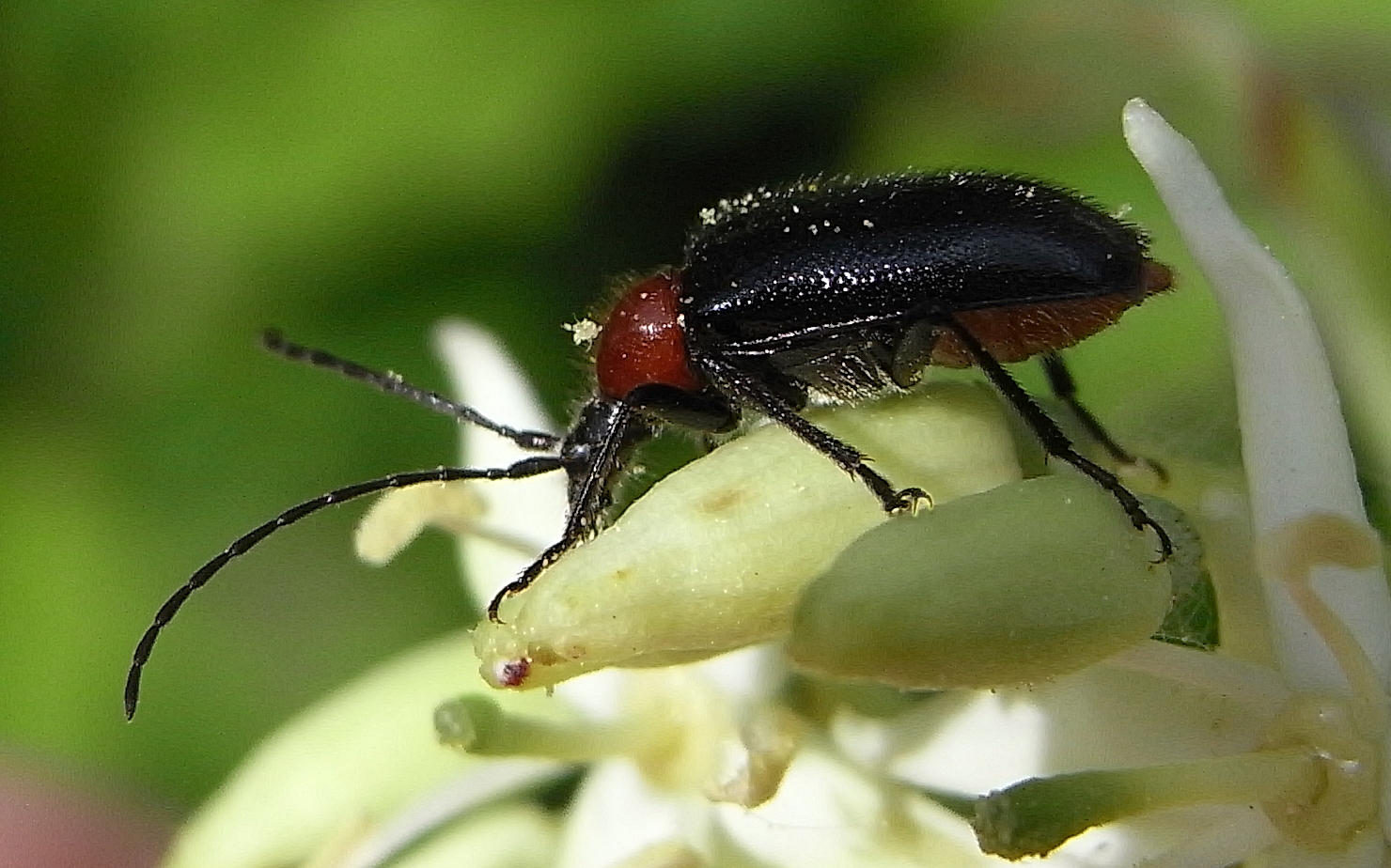
Seitenansicht

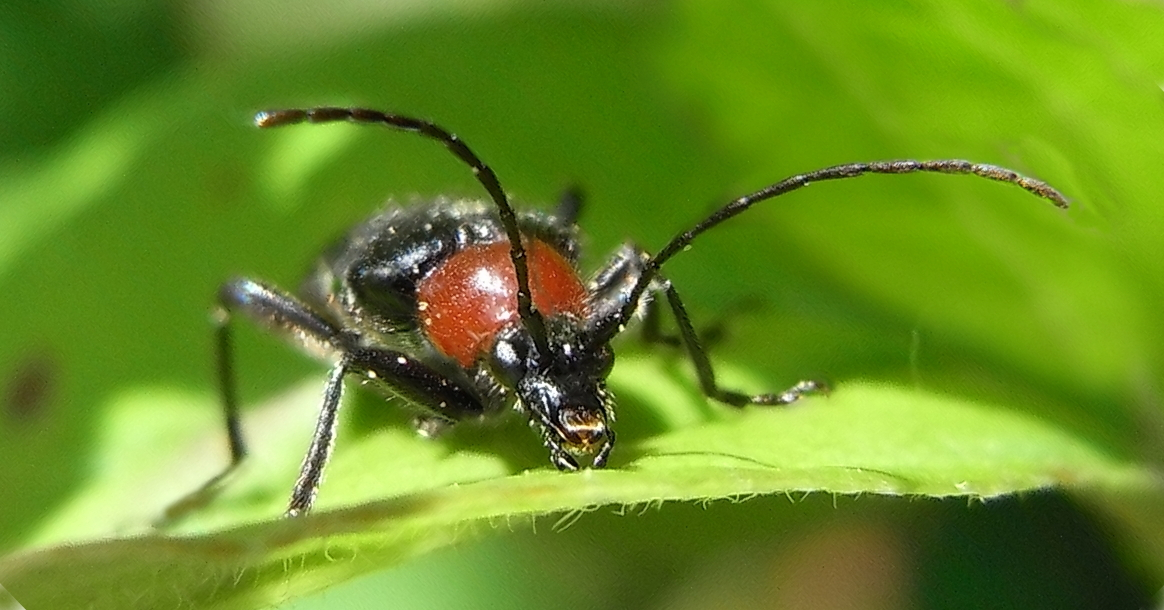
Frontalansicht

Die Käfer werden sieben bis neun Millimeter lang. Die blauschwarzen Flügeldecken sind dicht punktiert und abstehend behaart. Der Hinterleib ist orangerot. Der Halsschild ist kugelig gewölbt und gewöhnlich rot, manchmal auch dunkel. Die Fühler sind zwischen den Augen eingelenkt, d. h. die Vorderränder der Augen und die Einlenkungsstellen liegen auf einer Linie.

### Ähnliche Arten
Die dem Blauschwarzen Kugelhalsbock ähnlich sehenden Arten sind alle selten und ihr Halsschild ist hinter dem Vorderrand stark eingeschnürt und die Fühler sind vor den Augen eingelenkt.
- Acmaeops marginatus (Fabricius, 1781)
- Acmaeops pratensis (Laicharting, 1784)
- Acmaeops septentrionis (Thomson, 1866)

## Vorkommen
Sie kommen in ganz Europa, Kleinasien, Sibirien, Armenien, Syrien, am Kaukasus und im Iran in Laubwäldern vor. 

## Lebensweise
Die Larven entwickeln unter der Rinde von trockenen, auf dem Boden liegenden Ästen von Eichen, Espen oder Apfelbäumen. Die Verpuppung erfolgt in der oberen Streuschicht. Die Käfer können von April bis August auf blühendem Weißdorn, Holunder oder Doldenblütlern angetroffen werden, wo sie sich von Pollen ernähren.